# Ice Climber
Ice Climber (en japonés: アイスクライマー, Aisu Kuraimā; "Escalador del Hielo" en español), es un videojuego de plataformas para NES, desarrollado por Nintendo en 1985. El juego fue lanzado más adelante para Arcade, con el nombre de VS. Ice Climbers, en 1984. En algunos países de Europa el juego se distribuía con la consola. Esto incrementó fuertemente el conocimiento del juego fuera de Japón.

## Mecánica del juego
El jugador 1 controla a un esquimal llamado Popo, mientras el jugador 2 controla a Nana. Ambos tienen que saltar con un martillo golpeando bloques de hielo para crear agujeros en el piso superior y poder subir a este. A medida que van subiendo, los pisos inferiores se van perdiendo, por lo que una caída resultaría mortal.
Aparte de subir pisos, los jugadores tienen que cuidarse y acabar con focas (yetis en la versión americana), las aves, hielos y los osos polares que aparecen eventualmente para eliminar al jugador.
Al subir al último piso, aparece la fase de bonus que consiste en escalar unas plataformas de hielo (no rompibles) recogiendo verduras (4 por fase), y, en el último nivel, saltar para agarrar las patas de un pterodáctilo que vuela de lado a lado del escenario.
En total son 32 niveles.

## Equipo de trabajo
Créditos de NES
- Productor Ejecutivo: Hiroshi Yamauchi
- Productor: Shigeru Miyamoto
- Director: Kenji Miki[6]
- Diseño de personajes: Tadashi Sugiyama
- Música: Akito Nakatsuka[7]

Créditos de e-Reader y GBA
- Productor Ejecutivo: Satoru Iwata
- Productor: Satoshi Yamoto
- Director: Kenji Miki
- Programación Principal: Tomohiro Kawase, Hideaki Shimizu
- Composición del sonido: Akito Nakatsuka
- Supervisor: Tadashi Sugiyama
- Producto de depuración y pruebas de unidad: Super Mario Club

Este fue el primer juego programado por Kazuaki Morita, quien lo considera como su calentamiento en NES. Más tarde, Morita ha trabajado como programador principal en otros juegos, entre lo que destacan los de la saga Super Mario Bros., The Legend of Zelda o Star Fox 64.

## Legado

### SerieSuper Smash Bros.

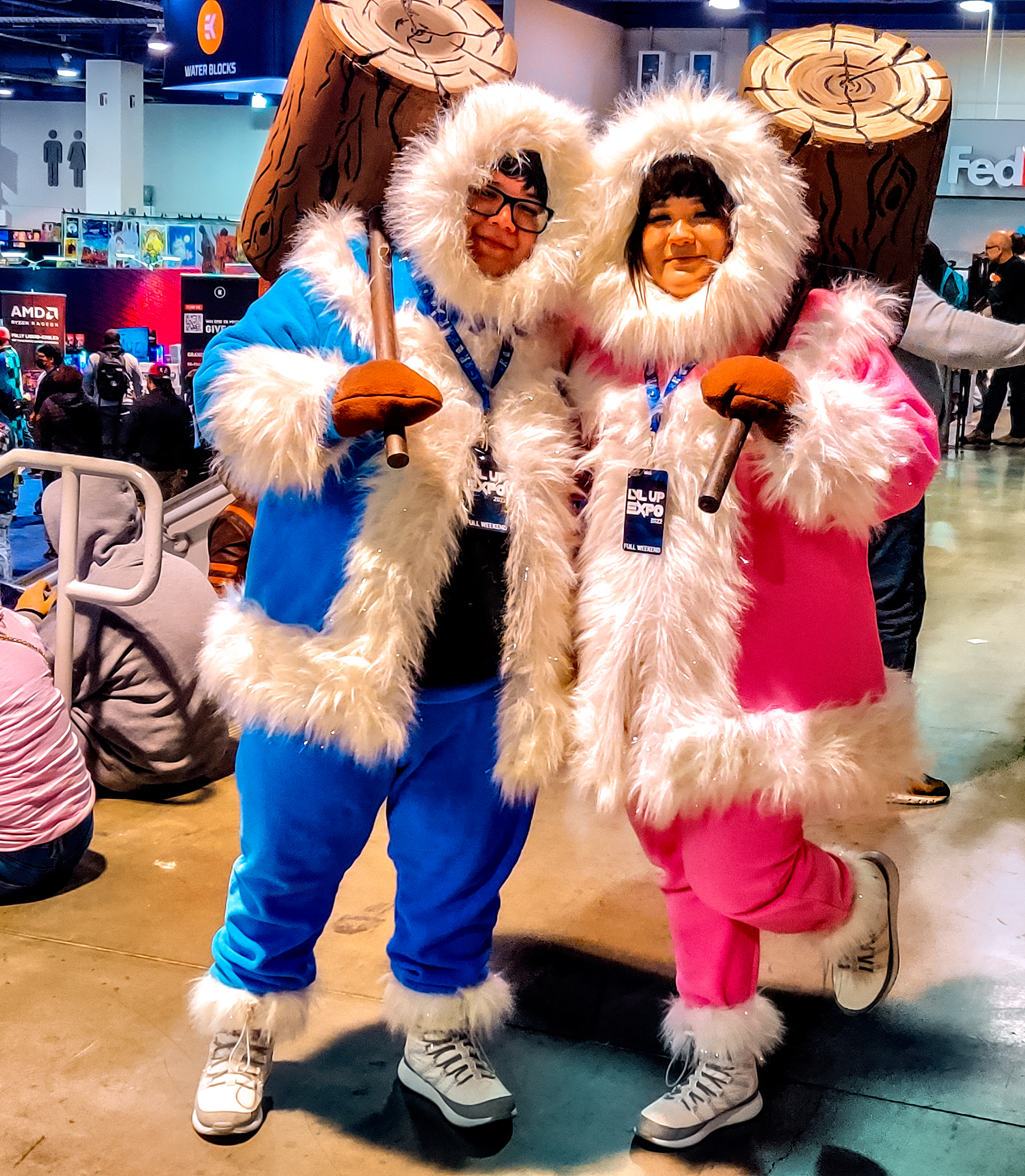
Cosplayers de Popo y Nana.

Los Ice Climbers aparecieron como personajes controlables en el juego Super Smash Bros. Melee. El jugador controla a Popo, mientras que Nana le sigue e imita sus movimientos y ataques. Cuando Nana es expulsada del escenario, desaparece, y el jugador puede seguir luchando con Popo. Si es este quien cae, el jugador pierde una vida y Nana desaparece del campo de batalla. El símbolo de la pareja es una berenjena, y en el juego aparecen enemigos clásicos de Ice Climber: Osos polares y Toppis. Su escenario de Target Test es una representación en 2,5D de los gráficos de NES.
Los Ice Climbers han aparecido nuevamente como personaje controlable en Super Smash Bros. Brawl con un control similar a la entrega anterior, incluyendo esta vez un ataque Smash que les permiten crear un gran iceberg en el escenario de batalla.
También aparecen en Super Smash Bros. Ultimate con un control prácticamente idéntico y como personajes secretos.

### Otras apariciones
Los carámbanos de hielo que se van formando en las plataformas aparecen en las versiones del juego Mario Bros. que incluye la serie Super Mario Advance en Game Boy Advance (en las versiones originales de Mario Bros. no existían tales carámbanos, no confundir con el enemigo de hielo).
Temas e imágenes de Ice Climber aparecen regularmente en la clásica serie WarioWare de microjuegos de Nintendo. En Kirby: Nightmare in Dream Land y Kirby Air Ride, cuando Kirby tiene la habilidad de congelar, usa el parka de Popo de la misma forma que se usa en la serie de Super Smash Bros. En Tetris DS, un telón de fondo de Ice Climber hace su aparición, entre otros juegos clásicos de Nintendo. Las focas Topi permanecen, incluso fuera de Japón. Daigasso! Band Brothers, un juego de música de DJ para la Nintendo DS, incluye el tema musical de la etapa de bonificación.